# Champ coulombien
Un champ coulombien est un champ électrique, généralement statique, qui est proportionel à l'inverse de la distance au carré. Ce terme est souvent appliqué en physique nucléaire pour décrire le champ électrique produit par les noyaux au sein de l'atome. Un champ coulombien peut être attractif ou répulsif, selon la charge du noyau et la charge de la particule soumise à ce champ. 
Le champ coulombien dû à une charge q, en un point P, s'exprime en un point M de l'espace par la formule:
{\displaystyle {\vec {E}}(M)={\frac {q}{4\pi \varepsilon _{0}}}{\frac {{\vec {P}}M}{PM^{3}}}}
où {\displaystyle \varepsilon _{0}} est la permittivité diélectrique du vide.
Selon le principe de superposition, le champ coulombien créé par une distribution de charges est simplement la somme des champs dû à chaque charge, ou à l'intégrale si la distribution est continue. Soit D={ρ(P)} une distribution volumique de charge, le champ créé par cette distribution en un point M de l'espace est:
{\displaystyle {\vec {E}}(M)=\iiint \limits _{V}{\frac {q}{4\pi \varepsilon _{0}}}{\frac {{\vec {P}}M}{PM^{3}}}\mathrm {d} V}